# Morte e funeral de Estado de Winston Churchill
Winston Churchill, estadista, soldado e escritor britânico que serviu como primeiro-ministro do Reino Unido durante a Segunda Guerra Mundial, morreu em 24 de janeiro de 1965, aos 90 anos. Este foi o primeiro estado funeral de um membro da família não real desde Edward Carson em 1935. Antes do funeral da rainha Elizabeth II em 19 de setembro de 2022, foi o funeral de estado mais recente no Reino Unido. O funeral oficial durou quatro dias. O planejamento para o funeral, conhecido como Operação Hope Not começou 12 anos antes da morte de Churchill. Foi iniciado após o derrame de Churchill em 1953, enquanto em seu segundo mandato, como primeiro-ministro do Reino Unido durante a guerra. Após várias revisões devido à sobrevivência contínua de Churchill — principalmente porque "os carregadores de caixão continuaram morrendo", explicou Lord Mountbatten —, o plano foi emitido em 26 de janeiro de 1965, dois dias após sua morte.
Por decreto da rainha Elizabeth II, seu corpo ficou em palácio de Westminster por três dias a partir de 26 de janeiro. Em 30 de janeiro, a ordem do funeral foi realizada na Catedral de São Paulo. De lá, o corpo foi transportado por água ao longo do rio Tâmisa até a estação Waterloo, acompanhado de saudações militares. À tarde, ele foi enterrado no cemitério de igreja de São Martinho, local de descanso de seus ancestrais e de seu irmão. Com a presença de representantes de 120 países, 6 mil pessoas e (extraordinariamente) da Rainha, mais de mil policiais e seguranças, envolvendo nove bandas militares, 18 batalhões militares, 16 jatos de combate, um barco especial MV Havengore e um trem rebocado por Winston Churchill, homenagem prestada por mais 321 mil pessoas e presenciado por mais de 350 milhões, foi o maior funeral de estado da história. Foi observado "como uma demonstração do gênio britânico para o espetáculo público".

## Antecedentes
Eleito como um dos 100 Maiores Britânicos pela BBC em 2002, Winston Churchill é lembrado por liderar seu país, juntamente com os Aliados, à vitória como primeiro-ministro do Reino Unido durante a Segunda Guerra Mundial. Em junho de 1953, durante seu segundo mandato como primeiro-ministro, sofreu um derrame em um jantar na Downing Street. Sem que seus convidados soubessem, ele desmaiou e ficou parcialmente paralisado. A família manteve o incidente em segredo. Entre os poucos que foram informados da notícia estava a rainha Elizabeth II, que havia ocupado o trono por apenas um ano. Ela instruiu Bernard Fitzalan-Howard, 16.º Duque de Norfolk, que, como Conde Marechal, estava encarregado dos funerais estaduais, para fazer os preparativos no caso da morte de Churchill que deveria estar "em uma escala condizente com sua posição na história". Um plano meticuloso e confidencial intitulado Operação Hope Not foi preparado. Churchill sobreviveu nos 12 anos seguintes, durante os quais as modificações necessárias foram feitas com frequência. Os documentos finais, intitulados de Funeral de Estado do falecido Sir Winston Leonard Spencer Churchill, KG, OM, CH, foram emitidos em 26 de janeiro de 1965, dois dias após a morte de Churchill. Os documentos ditavam todo o curso do funeral até os mínimos detalhes.